# James Anaya

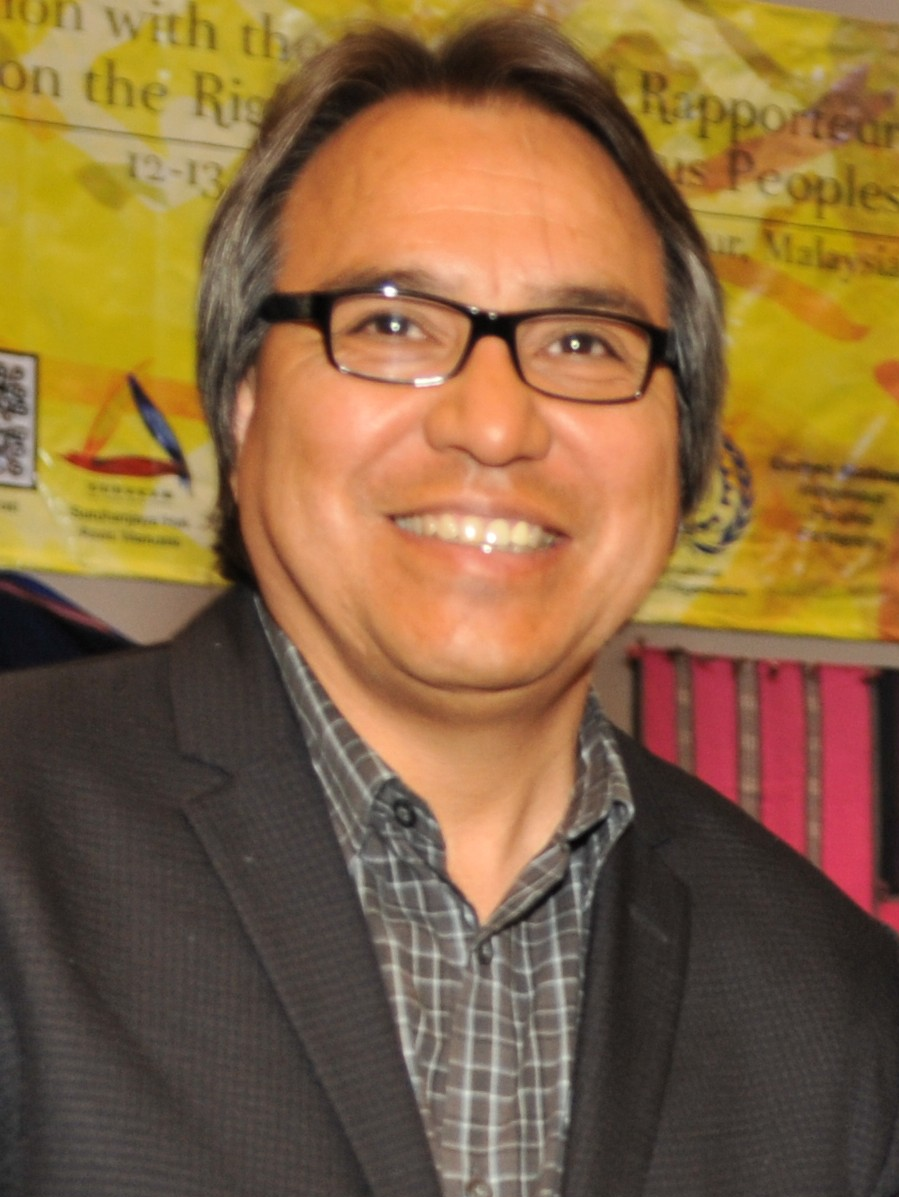
James Anaya (2013)

Stephen James Anaya (* 1958) ist ein US-amerikanischer Jurist, Hochschullehrer und Experte für die Rechte indigener Völker.

## Herkunft und Ausbildung
James Anaya wurde 1958 geboren, er hat Apachen und Purépecha als Vorfahren. Anaya schloss 1980 ein B.A.-Studium an der University of New Mexico ab und promovierte 1983 an der Harvard Law School.

## Akademische Karriere
An der Harvard Law School arbeitete er anschließend in der Studentenberatung. Er lehrte und publizierte im Bereich Internationale Menschenrechte und speziell Rechte indigener Völker. Von 1988 bis 1999 war er Professor an der juristischen Fakultät der University of Iowa. Danach bekleidete er eine Professur für den Bereich Menschenrechtspolitik an der University of Arizona.
Im 2016 wurde er zum Dekan der Juristischen Fakultät der University of Colorado Boulder ernannt.

## Menschenrechtsarbeit
Anaya arbeitete als Berater für Organisationen und Regierungsbehörden in zahlreichen Ländern in Fragen der Menschenrechtssituation indigener Völker und er repräsentierte Indigenen-Vertretungen aus vielen Regionen Nord- und Zentralamerikas in Landrechtsprozessen vor Gerichten und gegenüber internationalen Organisationen. Er war der führende Jurist auf Seiten der Indigenen im Rechtsstreit zwischen der Maya-Gruppe Awas Tingni gegen den Staat Nicaragua, in dem der Interamerikanische Gerichtshof für Menschenrechte erstmals indigene Landrechte zum Gegenstand internationaler Rechtsprechung machte. Er leitete auch ein Juristenteam, das ein Urteil durch den Obersten Gerichtshof von Belize erreichte, welches traditionelle Landrechte von Mayas in diesem Staat bestätigte.
Im März 2008 wurde er als Nachfolger von Rodolfo Stavenhagen zum Sonderberichterstatter der Vereinten Nationen zu den Rechten und fundamentalen Freiheiten indigener Völker ernannt. 2014 gab er das Amt an Victoria Tauli-Corpuz weiter.

## Ehrungen
- 2016 erhielt er die Goler-T.-Butcher-Medaille.
- 2019 wurde er als Mitglied in die American Philosophical Society gewählt.

## Ausgewählte Publikationen
- Indigenous peoples in international law, Oxford University Press, 1996, ISBN 0-19-508620-1
- Maya aboriginal land and resource rights and the conflict over logging in southern Belize, Yale Human Rights & Development Law Journal, 1998
- Indigenous peoples in international law, Oxford University Press, 2004, ISBN 0-19-517349-X
- International Human Rights: Problems of Law, Policy, and Practice, Mitautoren: Richard B. Lillich, Hurst Hannun & Dinah L. Shelton, 2006, ISBN 0-316-52687-8
- The Protection of Indigenous Peoples' Rights Over Lands and Natural Resources Under the Inter-American Human Rights System, Mitautor: Robert A. Williams, Jr., 14 Harv. Hum. Rts. J. 33, 2001
- The Native Hawaiian People and International Human Rights Law: Toward a Remedy for Past and Continuing Wrongs, 28 Ga. L. Rev. 309, 1994
- A Contemporary Definition of the International Norm of Self-Determination, 3 Transnat'l L. & Contemp. Probs. 131, 1993